# Ulrike Gerold

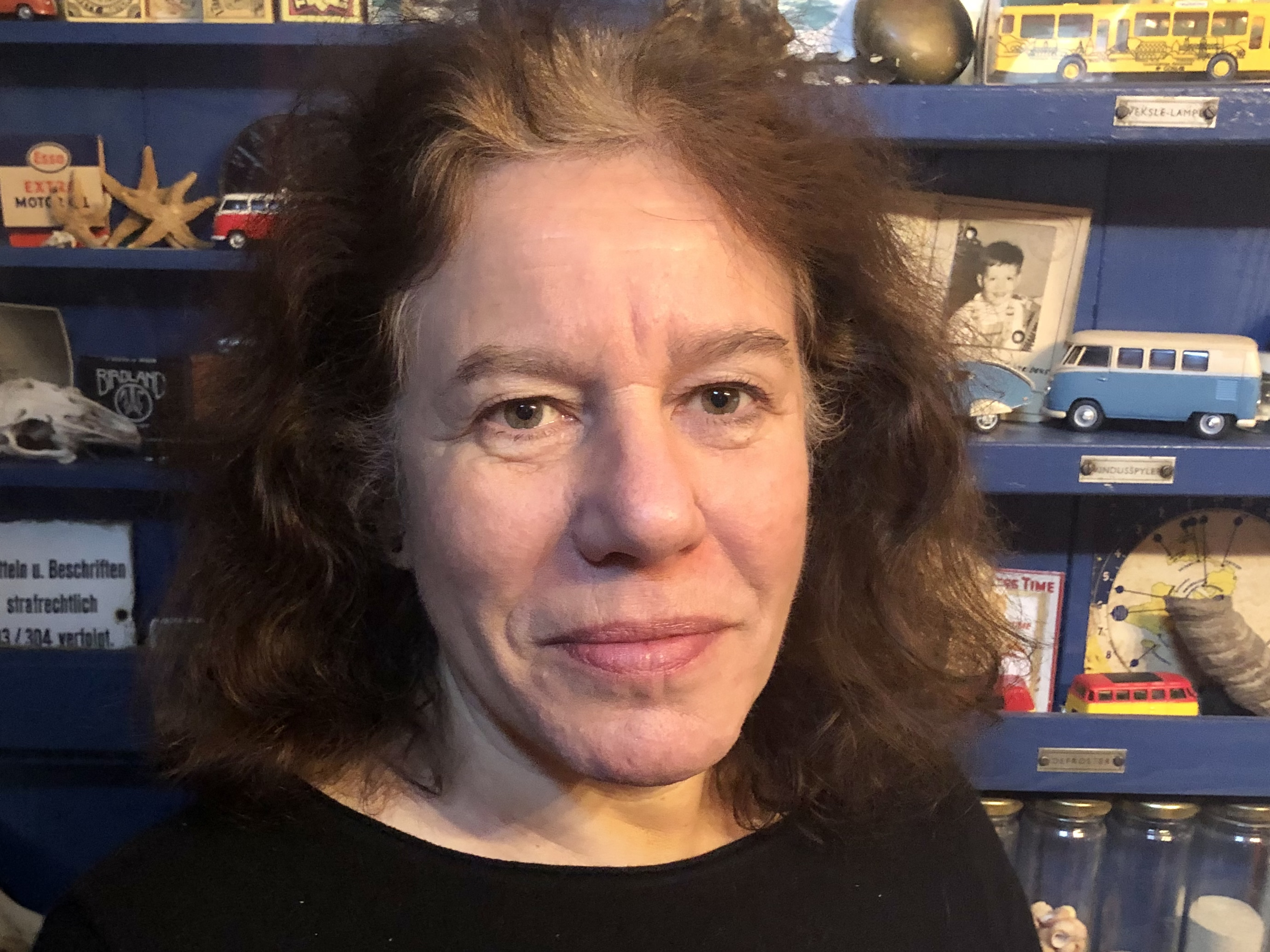
Ulrike Gerold (2020)

Ulrike Gerold (* 23. Februar 1956 in Peine) ist eine deutsche Dramaturgin und Schriftstellerin.

## Leben und Wirken
Ulrike Gerold besuchte die Ricarda-Huch-Schule in Hannover und machte dort 1975 Abitur. Sie studierte Germanistik, Theaterwissenschaft und Kunstgeschichte an der Freien Universität Berlin und schloss dieses Studium mit dem Magistergrad ab. In ihrer Magisterarbeit beschäftigte sie sich mit dem Thema der "Inneren Emigration" am Beispiel von Luise Rinser.
Bereits während des Studiums absolvierte Ulrike Gerold verschiedene Praktika, unter anderem bei der Hannoverschen Allgemeinen Zeitung, der Basler Zeitung und dem Staatsschauspiel Hannover. Anschließend wirkte sie als Dramaturgin an verschiedenen Bühnen (Landesbühne Hannover, Stadttheater Hildesheim, theaterwerkstatt hannover) und bei Theater-Großveranstaltungen wie der Produktion "Eisen, Dampf und Samt - 750 Jahre Hannover" auf dem Gelände der Hanomag-Fabrik 1991 und der Futurismus-Collage "Tod dem Mondschein oder Gelbe Ohrfeigen" im Sprengel Museum 1992, u. a. mit Jean Soubeyran, Manfred Roth, Regie Peter Ries.
Außerdem organisierte sie das Norddeutsche Theatertreffen 1991, das Jubiläumsfest 20 Jahre Kulturzentrum Pavillon 1997, die Feierstunde "50 Jahre Niedersächsischer Landtag" im Neuen Rathaus Hannover 1999, den Neujahrsempfang durch Oberbürgermeister Herbert Schmalstieg im Historischen Museum 2000 sowie (in Zusammenarbeit mit dem Kulturdezernenten Harald Böhlmann) die Kleinkunstfestivals "Kleines Fest im Großen Garten" in Oranienbaum, Ludwigslust, Rostock, Potsdam, Clemenswerth von 1997 bis 2009.
1992 legte Gerold das Theaterstrukturmodell „IFFLANDS - Konzeptionelle, programmatische und praktische Überlegungen zu einer neuen Theaterarbeit“ vor, das Konzept wurde u. a. unterstützt von Eugenio Barba/Odin Teatret, Karl-Ernst Bungenstab, Roberto Ciulli, Jürgen Flügge und Dr. Maria Müller-Sommer. Als Spielstätte waren zunächst das Alte Magazin Hannover, später das ehemalige Kesselhaus der Pelikan Fabrik geplant, die Umsetzung scheiterte in beiden Fällen an einer nicht ausreichenden Finanzierung.
Ab 1993 lieferte Gerold als freie Journalistin Beiträge für diverse Zeitschriften (u. a. Geo, FAZ-Magazin und Mare). Seit 1997 schreibt sie als freie Schriftstellerin erzählende Werke und Sachbücher für Kinder und Jugendliche, u. a. gemeinsam mit ihrem Partner, dem Schriftsteller Wolfram Hänel, aber auch mit Willi Weitzel.
2003 erhielten Ulrike Gerold und Wolfram Hänel den Friedrich-Gerstäcker-Preis für ihren Theaterroman Irgendwo woanders. Ab 2012 schreiben sie gemeinsam unter dem Pseudonym Freda Wolff eine Skandinavienthriller-Trilogie im Aufbau Verlag, das Hörbuch zum ersten Band wird von Dietmar Bär gelesen. Es folgen zwei Familienromane bei Ullstein, in denen sie Fragmente ihrer eigenen Familiengeschichten aufgreifen, und mehrere Kriminalromane im Zu Klampen Verlag und bei Emons sowie 2022 unter dem Pseudonym Giulia di Fano erstmals ein "cosy crime"-Roman bei Droemer Knaur. 2020 werden Gerold und Hänel in das PEN-Zentrum Deutschland gewählt. 2022 traten sie wieder aus und gehörten zu den Mitgründern des PEN Berlin.

## Veröffentlichungen (Auswahl)

### Belletristik

#### Romane
- Mary Padreigh: Die Französin und der Hummerfischer. Irland-Roman. Zus. mit Wolfram Hänel. NeoBooks/Droemer Knaur, München 2012, ISBN 978-3-8476-0211-8.
- Kein Erbarmen. Kriminalroman. Zus. mit Wolfram Hänel. Zu Klampen Verlag, Springe 2012, ISBN 978-3-86674-163-8.
- Haarmanns Erbe. Kriminalroman. Zus. mit Wolfram Hänel. Zu Klampen Verlag, Springe 2015, ISBN 978-3-86674-511-7.
- Freda Wolff: Schwesterlein muss sterben. Thriller. Rütten & Loening, Berlin 2014, ISBN 978-3-352-00874-0.
- Freda Wolff: Töte ihn, dann darf sie leben. Thriller. Rütten & Loening, Berlin 2015, ISBN 978-3-352-00674-6.
- Freda Wolff: Nichts ist kälter als der Tod. Thriller. Aufbau Verlag, Berlin 2017, ISBN 978-3-7466-3332-9.
- Allee unserer Träume. Familienroman. Zus. mit Wolfram Hänel. Ullstein, Berlin 2019, ISBN 978-3-548-29142-0.
- Ulrike Wolff: Die Dame vom Versandhandel. Familienroman. Zus. mit Wolfram Hänel. Ullstein, Berlin 2020, ISBN 978-3-548-06125-2.
- Der Tote vom Steintor. Kriminalroman. Zus. mit Wolfram Hänel. Emons Verlag, Köln 2020, ISBN 978-3-7408-0949-2
- Giulia di Fano: Vier Signoras und ein Todesfall. Italien-Krimi. Droemer Knaur, München 2022, ISBN 978-3-426-52702-3.
- Rauhnächte. Sie werden dich jagen! Thriller. Zus. mit Wolfram Hänel. Fischer, Frankfurt am Main 2022, ISBN 978-3-596-70698-3
- Giulia di Fano: Vier Signoras und ein pikantes Geheimnis. Italien-Krimi. Droemer Knaur, München 2023, ISBN 978-3-426-52703-0.
- Fastenzeit. Thriller. Zus. mit Wolfram Hänel. Fischer, Frankfurt 2023. ISBN 978-3-10-491766-5.
- Wallfahrt - Der Tod wird dich erlösen. mit Wolfram Hänel. Fischer, Frankfurt 2024, ISBN 978-3-596-70954-0.

### Kinder- und Jugendliteratur

#### Jugendroman
- Irgendwo woanders. Zus. mit Wolfram Hänel. Beltz & Gelberg, Weinheim 2002, ISBN 3-89106-420-9.

#### Sachbücher
- Das will ich wissen: In der Schule. Zus. mit Wolfram Hänel, mit Bildern von Angela Weinhold. Arena Verlag, Würzburg 1998, ISBN 3-401-04800-7.
- Das will ich wissen: Der Hafen. Zus. mit Wolfram Hänel, mit Bildern von Peter Nieländer. Arena Verlag, Würzburg 1999, ISBN 3-401-04801-5.
- Die Räuber kommen. Zus. mit Wolfram Hänel, mit Bildern von Markus Grolik. KBV Luzern, Aarau 1999, ISBN 3-276-00197-7.
- Das will ich wissen: Beim Zahnarzt. Zus. mit Wolfram Hänel, mit Bildern von Annette Fienieg. Arena Verlag, Würzburg 2001, ISBN 3-401-04777-9.
- Das will ich wissen: Haie und Raubfische. Zus. mit Wolfram Hänel, mit Bildern von Milada Krautmann. Arena Verlag, Würzburg 2001, ISBN 3-401-05149-0.
- Das will ich wissen: Vulkane und Erdbeben. Zus. mit Wolfram Hänel, mit Bildern von Milada Krautmann. Arena Verlag, Würzburg 2001, ISBN 3-401-05193-8.
- Mein Wissen, meine Welt: So lebten die Ritter. Zus. mit Wolfram Hänel. Arena Verlag, Würzburg 2001, ISBN 3-401-05122-9.
- Mein Wissen, meine Welt: Zeig mir den Sternenhimmel. Zus. mit Wolfram Hänel. Arena Verlag, Würzburg 2002, ISBN 3-401-05311-6.
- Willi will's wissen: Was hält die Ponys auf Trab? (zusammen mit Harald Kiesel). Baumhaus-Verlag, Frankfurt am Main 2006, ISBN 3-8339-2705-4.
- Willi will's wissen: Wie kommen die Babys auf die Welt? (zusammen mit Harald Kiesel). Baumhaus-Verlag, Frankfurt am Main 2007, ISBN 978-3-8339-2714-0.
- Paul blinkt SOS. Mit Bildern von Gerhard Schröder. Zus. mit Wolfram Hänel. Carlsen Verlag, Hamburg 2008, ISBN 978-3-551-06407-3.
- Ein Fall für die Feuerwehr. Zus. mit Wolfram Hänel. Carlsen Verlag, Hamburg 2008, ISBN 978-3-551-06522-3.
- Willi will's wissen: Die Geheimnisse der Liebe (zusammen mit Harald Kiesel). Baumhaus-Verlag, Frankfurt am Main 2009, ISBN 978-3-8339-2723-2.
- Niedersachsen. Hase und Igel Verlag, Garching 2015, ISBN 978-3-86760-943-2.

#### Roman-Biografien
- Wer war Robin Hood? Roman-Biografie. Zus. mit Wolfram Hänel. Jacoby & Stuart, Berlin 2009, ISBN 978-3-941087-28-6.
- Wer war Grace O'Malley? Roman-Biografie. Jacoby & Stuart Verlag, Berlin 2009, ISBN 978-3-941087-27-9.

### Reiseliteratur
- Irland. Reiseführer. Zus. mit Wolfram Hänel. Fotos: Ulrich Ahrensmeier. Walter Verlag, Olten 1990, ISBN 3-530-30808-0.
- Irland – Insel der Heiligen. Bildband. Zus. mit Wolfram Hänel. Fotos: Werner Richner. G. Braun Buchverlag, Karlsruhe 1998, ISBN 3-7650-8147-7.
- Die Queen in Hannover - kanariengelb oder schottenfarbig? Reiseführer. Zus. mit Wolfram Hänel und Achim Uhlenhut. Leuenhagen & Paris, Hannover 2009, ISBN 978-3-923976-64-5.
- Unterm Schwanz und ümme Ecke – Wo die wilden Welfen wohnen. Reiseführer. Zus. mit Wolfram Hänel. Hannover-Stadtbuch. Gmeiner Verlag, Meßkirch 2015, ISBN 978-3-8392-1705-4.

### Theaterproduktionen
- Wenn du geredet hättest, Desdemona. Ungehaltene Reden ungehaltener Frauen. Nach dem Buch von Christine Brückner; Regie Ulrike Gerold, Stadttheater Hildesheim 1989
- Frack und Fummel. Schlagerrevue der 20er und 30er Jahre. Regie Ulrike Gerold, Stadttheater Hildesheim 1990
- Mich aber schone, Tod. Szenische Collage über Gerrit Engelke in viereinhalb Bildern. Regie Ulrike Gerold, theaterwerkstatt hannover 1991
- Ich bin eigentlich ganz anders. Ödon von Horvaths "Sportmärchen". Dramaturgie Ulrike Gerold, Altes Magazin/Klecks-Theater Hannover 1999
- Vier Szenen für acht Schauspieler. Hannovers Weg zu Englands Krone. Buch und Regie Ulrike Gerold, Historisches Museum Hannover 2001
- Was zum Teufel will dieser Goethe hier? Goethes Lotte - ein Frauenleben um 1800. Buch und Regie Ulrike Gerold, Historisches Museum Hannover 2002
- Flüchtiges Leben und lichte Gestalten. Buch und Regie Ulrike Gerold, Historisches Museum Hannover 2004
- Die Mätresse und der Kammerdiener. Buch und Regie Ulrike Gerold, Historisches Museum Hannover 2005
- Hunde bitte an die Leine zu führen. Streitgespräch über das Glück, in Hannover zu leben. Buch und Regie Ulrike Gerold, Historisches Museum Hannover 2006
- Protestieren und Poussieren - eine Studentenliebe in unruhigen Zeiten. Die Göttinger Sieben. Buch und Regie Ulrike Gerold, Historisches Museum Hannover 2007
- Was Sie schon immer über Hannover wissen wollten. Quizshow des gänzlich unnützen Wissens. Buch und Regie Ulrike Gerold, Historisches Museum Hannover 2008
- Commedia della mode - die Modemacher. Buch und Regie Ulrike Gerold, Historisches Museum Hannover 2008
- Bericht von einem Fuchs, der sechs Frischlinge gefressen hat. Hardenberg Festival. Buch und Regie Ulrike Gerold, Historisches Museum Hannover 2009

(Quelle:)